# Aingeray
Aingeray ist eine französische Gemeinde mit 538 Einwohnern (Stand: 1. Januar 2022) im Département Meurthe-et-Moselle in der Region Grand Est (vor 2016 Lothringen). Sie gehört zum Arrondissement Toul und zum Kanton Le Nord-Toulois. Die Einwohner werden Aingerois genannt.

## Geografie
Aingeray liegt etwa 15 Kilometer westnordwestlich von Nancy an der Mosel. Nachbargemeinden sind Liverdun im Norden und Osten, Bois-de-Haye im Süden, Fontenoy-sur-Moselle im Südwesten sowie Villey-Saint-Étienne im Westen und Nordwesten.

## Bevölkerungsentwicklung
| Jahr                       | 1962 | 1968 | 1975 | 1982 | 1990 | 1999 | 2006 | 2019 |
| Einwohner                  | 389  | 397  | 398  | 417  | 585  | 638  | 600  | 520  |
| Quellen: Cassini und INSEE |      |      |      |      |      |      |      |      |

## Sehenswürdigkeiten
- Kirche Saint-Médard, 1944 zerstört, später wieder aufgebaut
- Festungsruinen

Kirche Saint-Médard
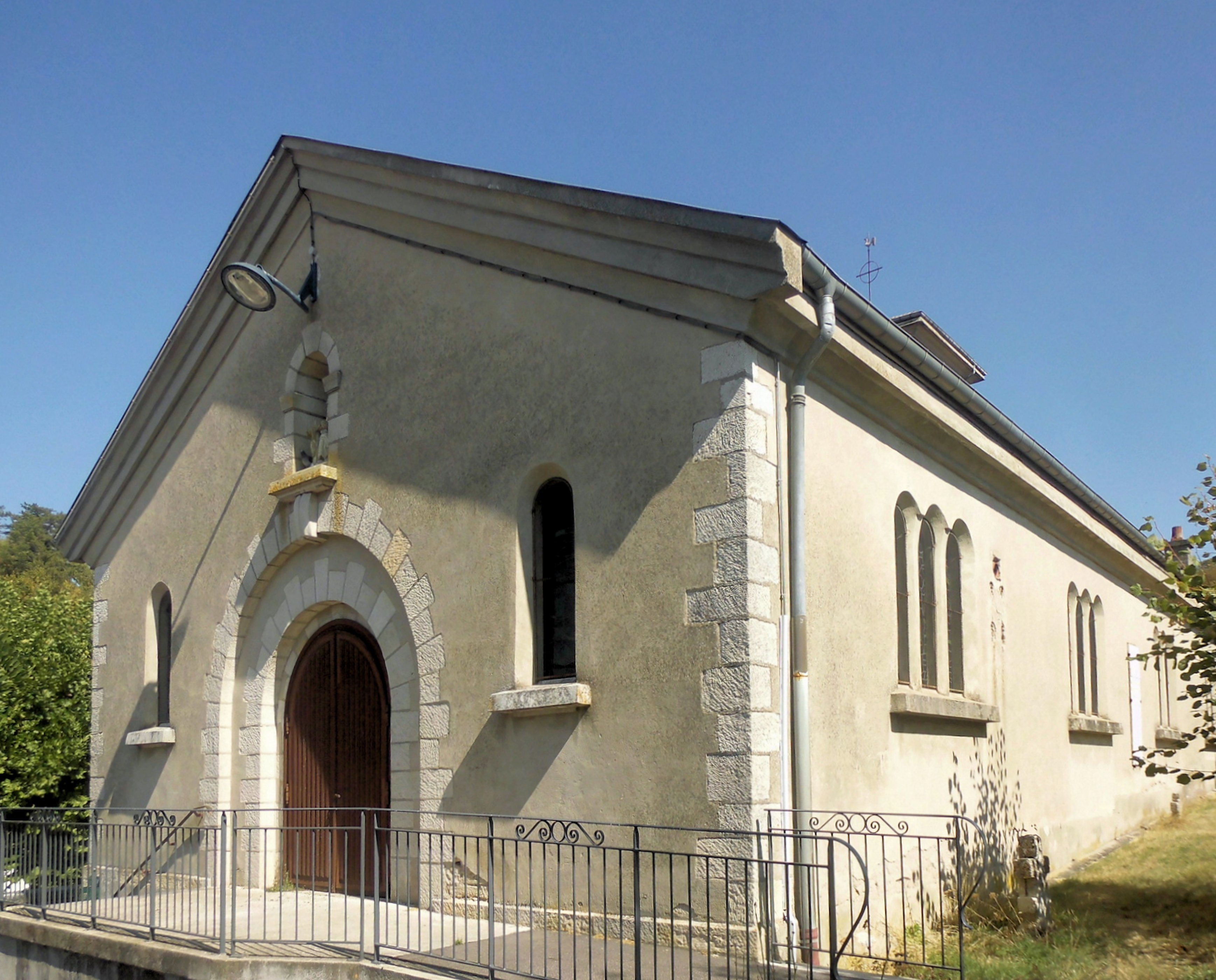
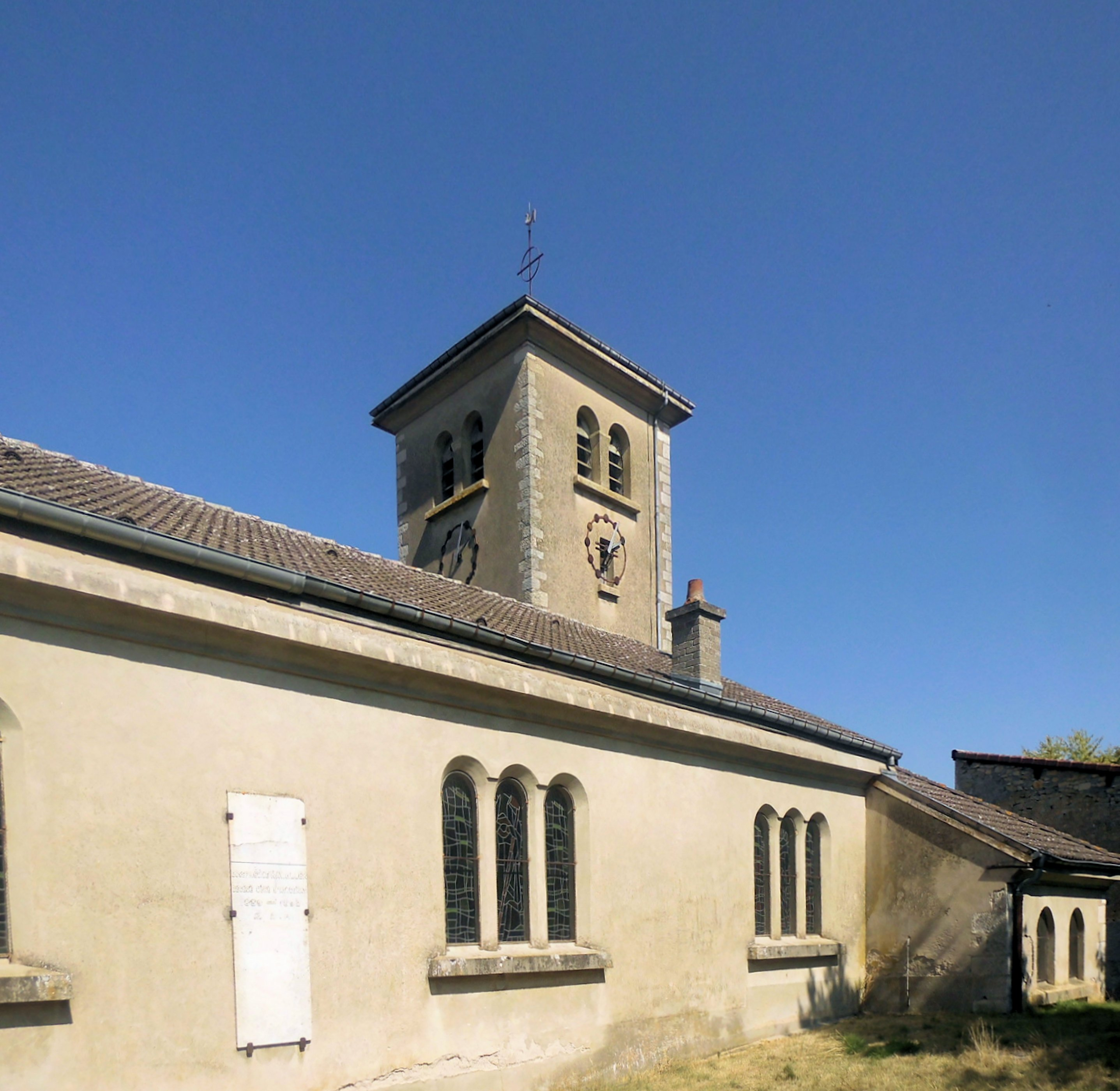
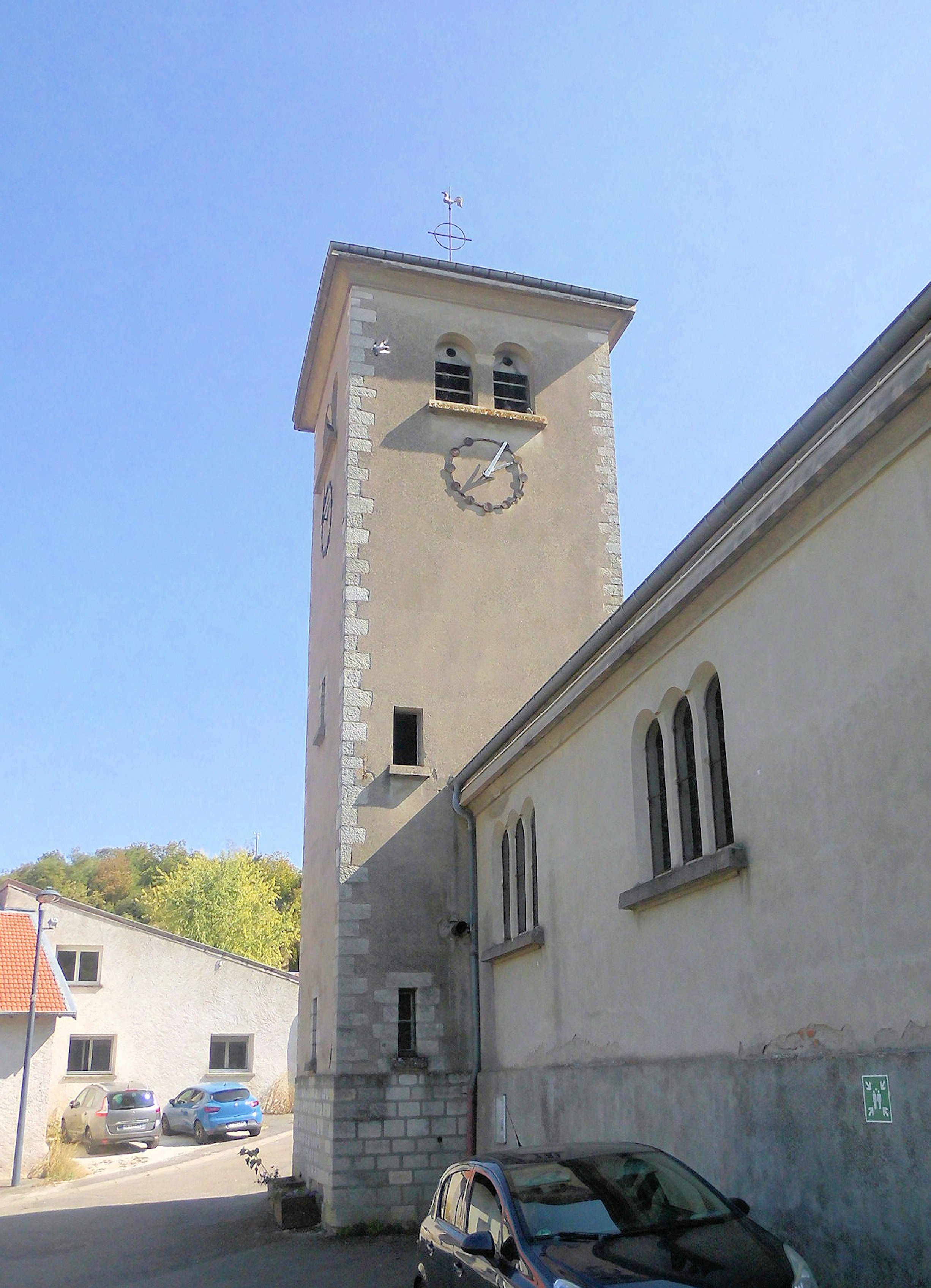